# Patrick Roy Beckert
Patrick Roy Beckert (* 25. Februar 1990 in Karlsruhe, Baden-Württemberg) ist ein deutscher Schauspieler, Drehbuchautor und Regisseur.
Sein Spielfilmdebüt gab er im Juni 2019 mit dem Actionthriller Tal der Skorpione, für welchen er das Drehbuch schrieb, Regie führte und in einer der Hauptrollen auftrat. Aktuell lebt Beckert in einem Vorort von Karlsruhe und arbeitet zusammen mit Thomas Kercmar an der Postproduktion des Kinofilms Avaritia, sowie an der Produktion des Filmes Sajoschas Rache, welcher ein Ableger von Tal der Skorpione darstellt.

## Filmographie
- 2019: Tal der Skorpione
- 2023: Avaritia